# إلياس فرناندو داماسيو
إلياس فرناندو داماسيو (بالبرتغالية: Éldis Fernando Damasio‏) (مواليد 13 يناير 1981)، هو لاعب كرة قدم كان يلعب كلاعب وسط.

## وصلات خارجية
- إلياس فرناندو داماسيو على موقع رابطة كرة القدم اليابانية للمحترفين (اليابانية)
- إلياس فرناندو داماسيو على موقع قاعدة بيانات كرة القدم.إي يو (الإنجليزية)
- إلياس فرناندو داماسيو على موقع Soccerway.com (الإنجليزية)
- إلياس فرناندو داماسيو على موقع عالم كرة القدم.نت (الإنجليزية)